# Clémence Hanappe
Cléménce Hanappe (1869-1955) was een Belgische kunstschilderes.

## Levensloop
Er is niets bekend over haar opleiding. Haar oeuvre bestond vooral uit bloemstillevens en gezichten op serres. Ze woonde in de Chaussée de Mariemont in het gehucht La Hestre nabij Mariemont in Henegouwen.

## Tentoonstellingen
- 1907, Brussel, Exposition générale des Beaux-Arts : "Serre-interieur" (2x)
- 1909, Brussel, Salon de printemps : "Zonnige serre te Mariemont" en "Serre te Mariemont"